# CONCACAF Women's Championship
Het CONCACAF Women's Championship is een toernooi voor nationale vrouwenteams van de CONCACAF en geldt vanaf de tweede editie in 2002 als het CONCACAF-kwalificatietoernooi voor het wereldkampioenschap voetbal vrouwen.
Het toernooi verving in 2014 de CONCACAF Gold Cup dat tussen 2000 en 2010 vier keer werd georganiseerd.

## Finales
| Jaar                          | Gastland                  | Winnaar          | Uitslag            | Finalist           |
| CONCACAF kampioenschap        |                           |                  |                    |                    |
| ----------------------------- | ------------------------- | ---------------- | ------------------ | ------------------ |
| 1991                          | Haïti                     | Verenigde Staten | 5-0                | Canada             |
| 1993                          | Verenigde Staten          | Verenigde Staten | winnaar groepsfase | winnaar groepsfase |
| 1994                          | Canada                    | Verenigde Staten | winnaar groepsfase | winnaar groepsfase |
| 1998                          | Canada                    | Canada           | 1-0                | Mexico             |
| CONCACAF Gold Cup             |                           |                  |                    |                    |
| 2000                          | Verenigde Staten          | Verenigde Staten | 1-0                | Brazilië           |
| 2002                          | Verenigde Staten / Canada | Verenigde Staten | 2-1 nv             | Canada             |
| 2006                          | Verenigde Staten          | Verenigde Staten | 2-1 nv             | Canada             |
| 2010                          | Mexico                    | Canada           | 1-0                | Mexico             |
| CONCACAF Women's Championship |                           |                  |                    |                    |
| 2014                          | Verenigde Staten          | Verenigde Staten | 6-0                | Costa Rica         |
| 2018                          | Verenigde Staten          | Verenigde Staten | 2-0                | Canada             |
| 2022                          | Mexico                    | Verenigde Staten | 1-0                | Canada             |

1991 · 1993 · 1994 · 1998 · 2000 · 2002 · 2006 · 2010 · 2014 · 2018 · 2022